# الزومحيه السفلى (بني قيس الطور)

تعديل مصدري - تعديل

الزومحيه السفلى هي إحدى قرى عزلة ربع الشمري بمديرية بني قيس الطور التابعة لمحافظة حجة، بلغ تعداد سكانها 133 نسمة حسب تعداد اليمن لعام 2004.